# Giuseppina Brambilla
Pour les articles homonymes, voir Brambilla.
Giuseppina (ou Giuseppa) Brambilla, née le 9 mai 1819 et morte en avril 1903, est une chanteuse d'opéra italienne qui, comme ses sœurs Marietta et Teresa Brambilla (en), chanta des premiers rôles dans les grandes maisons d'opéra en Italie, en Espagne, en France et en Angleterre. Bien qu'elle soit souvent qualifiée de contralto dans les ouvrages de référence modernes, elle interpréta aussi de nombreux rôles de soprano, dont Marie dans La Fille du régiment et Abigaïlle dans Nabucco. Elle épousa le ténor et compositeur Corrado Miraglia en 1857 et quitta la scène en 1862.

## Vie et carrière
Brambilla est née à Cassano d'Adda. Elle est la quatrième fille d'Angela Columbo et de Gerolamo Brambilla. Ses sœurs et elle furent toutes chanteuses d'opéra. Marietta (1807–1875) est une contralto qui se spécialisa dans les rôles travestis. Teresa (1813–1895) est la soprano qui créa le rôle de Gilda dans Rigoletto. Elles eurent toutes deux de très grandes carrières. Annetta (1812–?) et Lauretta (1823–1881) sont des sopranos dont la carrière fut plus modeste, s'étant surtout produites dans des maisons d'opéra italiennes de province.
La famille déménagea à Milan en 1828, et Giuseppina souhaita faire le Conservatoire de Milan, que Marietta et Teresa avaient toutes deux fréquenté. Cependant, elle n'y fut pas acceptée lorsqu'elle auditionna en 1833 (28 candidats se disputaient trois places) et suivit donc des leçons de chant privées. Elle se produisit pour la première fois devant un public à Vienne le 13 mai 1839, lorsqu'elle chanta avec sa sœur Marietta lors d'un concert célébrant la fête du saint patron du prince Clément-Wenceslas von Metternich. Elle débuta à l'opéra en août 1840 au théâtre Ricciardi de Bergame, où elle interpréta Sinaïde (soprano) dans Moïse en Égypte de Rossini, et reprit ce rôle quelque deux mois plus tard au Teatro Grande de Trieste. Le mois suivant, elle y interpréta le rôle de Maffio Orsini (contralto) dans Lucrezia Borgia de Donizetti, rôle que sa sœur Marietta avait créé en 1833,.
Elle reprit le rôle de Sinaïde au Teatro Apollo de Rome en janvier 1841 et débuta à La Scala en avril en interprétant Lisa dans La sonnambula. Au cours de la même saison, elle y créa le rôle d'Elisa dans Il biricchino di Parigi de Giuseppe Manusardi. Elle se rendit ensuite en Espagne, où elle fut la prima donna dans de multiples productions à Barcelone de novembre 1841 à janvier 1845. Elle chanta ensuite pendant une saison à Valence. Elle débuta à Londres en juillet 1846 au Her Majesty's Theatre, Italian Opera House, en reprenant le rôle de Maffio Orsini dans Lucrezia Borgia, puis à Paris en octobre 1847 au Théâtre-Italien de Paris dans le rôle d'Abigaïlle de Nabucco.
À son retour en Italie, elle chanta dans plusieurs théâtres de province avant de conclure un contrat de prima donna avec la compagnie d'opéra italienne du théâtre d'Odessa, où elle fut très appréciée dans de multiples premiers rôles de soprano en 1850 et en 1851. Pendant la saison 1852–1853, elle se produisit à Jassy, alors capitale de la Moldavie et actuellement ville de Roumanie, où elle fut aussi très appréciée. Elle retourna à Jassy en 1855 pour jouer dans quatre autres opéras, dont Il trovatore, où elle donna la réplique, dans le rôle de Leonora, au ténor italien Corrado Miraglia, dans le rôle de Manrico. Elle épousa Miraglia en 1857 et quitta la scène cinq ans plus tard. Elle fit ses dernières prestations au Teatro Carlo Felice de Gênes, où elle interpréta Isabelle dans Robert le diable, Delizia dans Corrado d'Altamura de Ricci et Amina dans La sonnambula. Brambilla survécut vingt ans à son mari, mort en 1881. La mort de la chanteuse à Milan à l'âge de 84 ans fut annoncée le 11 avril 1903.